# 清見村立池本小学校小鳥山分校
清見村立池本小学校小鳥山分校（きよみそんりつ いけもとしょうがっこう　おどりやまぶんこう）は、かつて岐阜県大野郡清見村（現・高山市清見町）に存在した公立小学校の分校。

## 概要
- 池本小学校の分校であった。小鳥山分校のあった小鳥山地区は、猪伏山の麓の高原であり、戦後開拓によって開かれた開拓地であった。1952年時点では11戸が入植していた。
- 住民の離村により、1968年廃校。無人となった小鳥山地区は清見村に買い取られ、村営牧場となった。現在は高山市営小鳥山牧場となっている。

## 沿革
- 1952年（昭和27年）
  - 1月 - 清見村立池本小学校小鳥山冬季分校として開校。民家を仮校舎とする。
  - 4月 - 常設の分校となり、清見村立池本小学校小鳥山分校となる。池本中学校小鳥山分校を併設。
  - 11月20日 - 校舎を新築する。
- 1953年（昭和38年）4月 - 清見村内の中学校が統合され、清見中学校が開校。池本中学校小鳥山分校は清見中学校小鳥山分校となる。
- 1967年（昭和42年）8月 - 清見中学校小鳥山分校を廃止。池本小学校小鳥山分校は単独校となる。
- 1968年（昭和43年）3月31日 - 廃校。